# さいかい号
さいかい号（さいかいごう）は、熊本県熊本市と長崎県佐世保市を結ぶ高速バス路線である。
1990年10月1日に九州産交バスと西肥自動車（西肥バス）の共同運行により運行開始し、2014年9月30日をもって廃止されたが、2019年4月1日より九州産交バスによる単独運行において運行が再開された。しかし2020年4月25日より新型コロナウイルス感染拡大防止により運休となり、運転士不足と需要回復の見込みが立たないため2024年3月31日をもって再度廃止された。

## 概要
熊本市街地から九州自動車道・長崎自動車道・西九州自動車道を経由して佐世保市街地にある佐世保バスセンターを経由してハウステンボスの間を結ぶ路線である。2014年から2019年までの運行中断期間を挟んで運行経路は同じで、熊本県内・佐賀県内の高速道路上のバス停にも停車する。「さいかい号」の愛称が用いられるのは熊本側（産交）のみで、佐世保側（西肥）では同社の昼行高速バス共通の総称である「ハイウェイエクスプレス号」が用いられていた。そのため市販の大型時刻表には「さいかい号」と「ハイウェイエクスプレス号」の2つの愛称が記載されていた。
座席指定制のため乗車の際は予約が必要。SUNQパスは全九州＋下関版・北部九州＋下関版の利用が可能（南部九州版は利用不可）。また、クローズドドアシステムを採用しており、熊本県内の区間のみ、長崎県内の区間のみの利用はできない。佐賀県内からの利用については、運行中断期間の前後で取り扱いが変わっている。

## 沿革

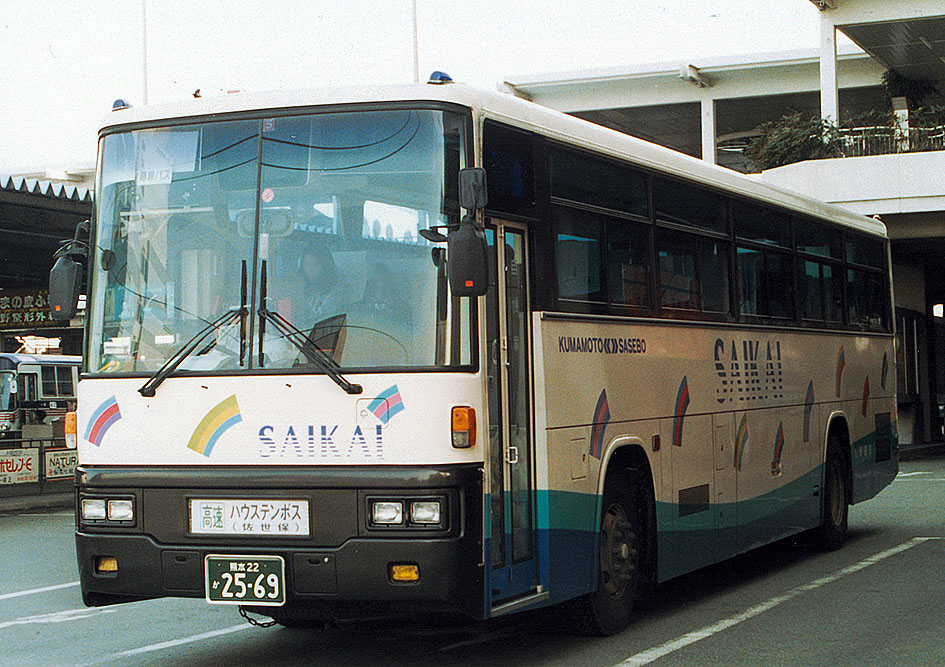
運行開始当初のさいかい号
九州産交便（1992年撮影）

- 1990年10月1日 - 九州産交、西肥自動車の共同運行により、1日3往復で運行開始。所要時間は2時間30分。
  - 運行開始時停留所 - 熊本交通センター、熊本県庁前、松の本、武蔵ヶ丘、植木IC、波佐見有田IC、卸本町入口、佐世保バスセンター
  - 車両はハイデッカー3列（2+1列）シート。九州産交は当時専用色を持っていた（やまびこ号と基本的に同じ、前面と横面に「SAIKAI」のロゴが入る）。西肥は他路線（福岡線・小倉線（現在は廃止））と同様、車体に「HIGHWAY Express」ロゴ入りの高速バス専用共通カラー。
- 1992年 - 1日6往復に増便（産交3往復、西肥3往復）。うち1往復をハウステンボス経由に変更（停車順は、～植木IC - ハウステンボス - 卸本町入口 - 佐世保バスセンター）。
- 1997年 - ハウステンボス経由便の停車地追加（波佐見有田IC）。
  - この時期において九州産交の車両が更新され、塗色も同社高速バス共通カラーに変更された。
- 1998年 - 熊本市内および熊本側の高速内停留所が追加され、熊本市内各停留所においては熊本発着の九州内高速バス路線すべて統一される。
  - 追加された停留所 - 通町筋（熊本行きの降車のみ）、味噌天神、水前寺公園前、帯山中学校前、西原、西合志、鹿央、菊水IC
- 1999年 - 佐世保側の運行経路を佐世保みなとIC経由に変更、全便が佐世保バスセンター経由ハウステンボス発着になる。
  - 停車順は、～波佐見有田IC - 佐世保バスセンター - 卸本町入口 - ハウステンボス
- 2008年7月1日 - 熊本IC経由（熊本県庁前 - 帯山中学前 - 西原 - 松の本 - 武蔵ヶ丘）から益城IC経由（熊本県庁前 - 自衛隊前 - 東町中央 - 益城インター口 - 武蔵ヶ丘）に経路変更。
- 2009年4月25日 - 高速金立停留所を追加。
- 2012年10月1日 - ダイヤ改正を実施。所要時間が5分延びる（新たに山浦PAでの途中休憩を設定）。
- 2013年8月1日 - ダイヤ改正。新たに高速鳥栖神辺停留所を追加。これに伴い、熊本⇔高速鳥栖神辺⇔佐賀間の｢高速鳥栖神辺」乗継乗車券の取扱いを開始（高速鳥栖神辺⇔佐賀間は西日本鉄道が運行するわかくす号を利用する）。また、山浦PAにおける途中休憩がこれまでの5分間から10分間に延長。
- 2014年8月14日 - 2014年9月30日（火）をもって、運行を終了することが、西肥・産交の2社の両方で発表[1][2]。
- 2014年9月30日 - 運行終了
- 2019年2月27日 - 九州産交バスが九州運輸局の認可次第で同年4月1日より単独運行で1日1往復ながらも同区間(熊本側は2014年の運行終了時点よりも延伸し西部車庫発着とし、熊本駅前にも停車)を運行再開する事を発表[3]。
- 2019年4月1日 - 九州産交バスの単独運行において約4年半ぶりに運行再開。1日1往復。運行ルートは以前と変わらないが、今回より高速金立はクローズドドアにより佐世保行きは降車のみ・熊本行は乗車のみとなったほか、以前停車していた熊本県側の植木インターチェンジ・鹿央ならびに佐賀・長崎県側の高速鳥栖神辺・波佐見有田インターチェンジ・卸本町入口には停車しない。佐世保側の予約・発券業務ほか運行支援等は西肥バスがおこなう。
- 2019年9月11日 - 熊本市桜町一帯再開発ビル（名称：SAKURAMACHI Kumamoto）完成に伴う同ビル内バスターミナルに乗り入れ開始により、熊本交通センター乗降場所を変更。名称もこれまでの「熊本交通センター」から「熊本桜町バスターミナル」に改称[4][5][6]。
- 2020年4月25日 - 新型コロナウイルスの世界的感染拡大の影響による利用客への感染拡散防止により、この日より運休[7]。
- 2024年3月31日 - 運転士不足と需要回復の見込みが立たないため、運休から路線廃止へ移行[8]。

## 2代目（2019年4月-2024年3月）

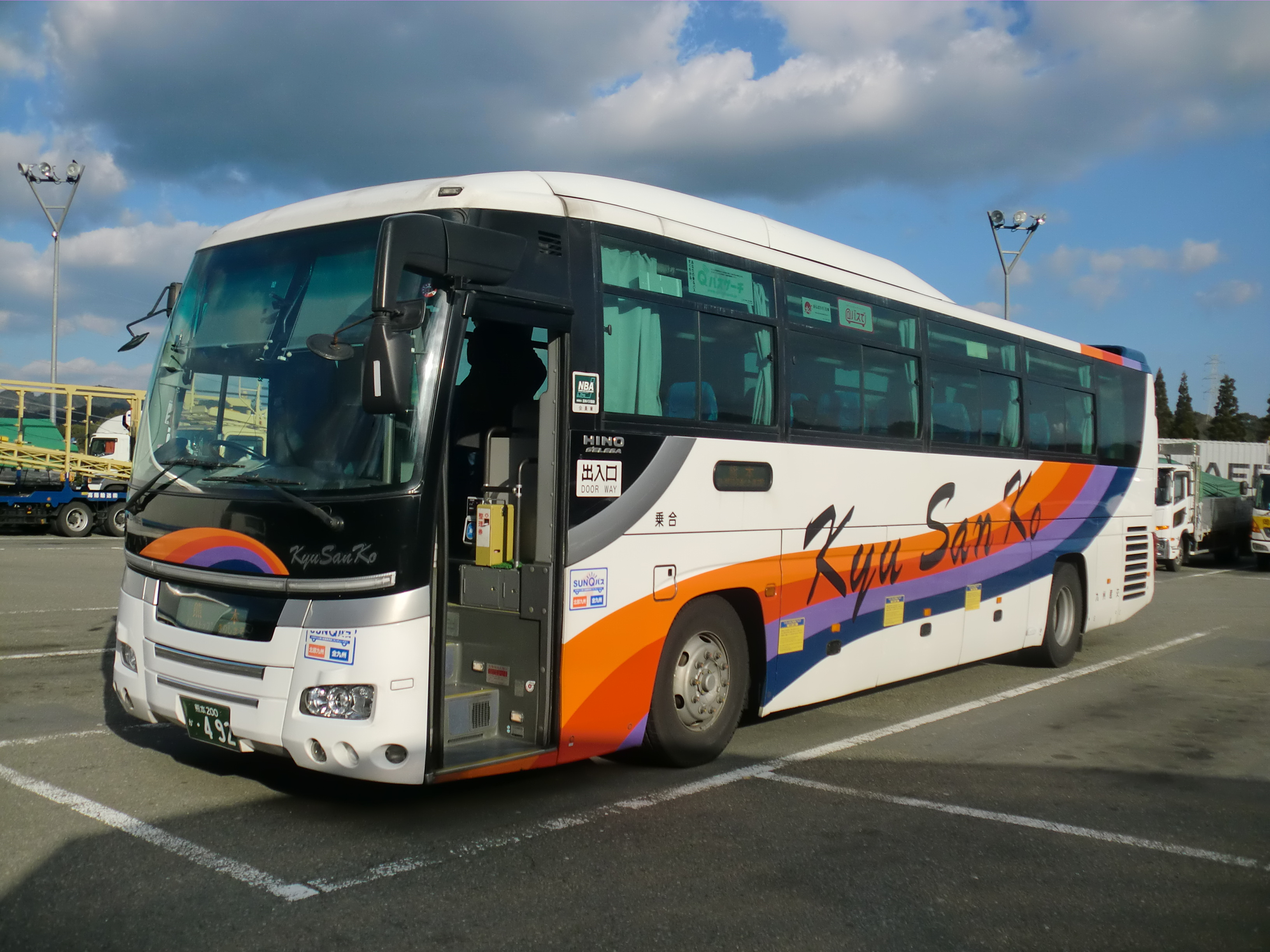
さいかい号に使用される車両
（九州産交バス）
※他路線と共通運用

熊本・佐世保間を一日1往復していた。2020年4月25日より新型コロナウイルスの感染拡大の影響により現在は運休中。運行再開の予定はなく、2024年3月31日をもって路線廃止へ移行された。

### 運行会社
- 九州産交バス （担当営業所：高速営業所）
  - 佐世保側の運行支援業務（予約発券・乗務員休憩・折返し整備等）は西肥自動車が協力していた。

### 運行経路・停車停留所
太字は停車停留所。菊水IC - 高速金立間を挟まない乗車（熊本県内のみ、及び高速金立 - 佐世保間のみの乗車）は不可
- 西部車庫 - 熊本県道28号熊本高森線 - 熊本駅前 - 熊本桜町バスターミナル - 通町筋 - 味噌天神 - 水前寺公園前 - 第二空港線 - 熊本県庁前 -  自衛隊前 - 益城インター口 - 益城熊本空港IC - 九州自動車道 - 武蔵ヶ丘 - 西合志 - 菊水IC - 鳥栖JCT - 長崎自動車道 - 高速金立 - 武雄JCT - 西九州自動車道 - 佐世保みなとIC - 国道35号 - 佐世保バスセンター - 国道205号 - ハウステンボス
  - 山浦PAで10分間の途中休憩有り

#### 所要時間
- 熊本桜町バスターミナル - 佐世保バスセンター：3時間1分
- 熊本桜町バスターミナル - ハウステンボス：3時間23分

### 使用車両・車内設備
- ハイデッカー
  - 日野 セレガ（ジェイバス製造　元「ひのくに号」→元「きりしま号」→「ひのくに号」・「りんどう号」）
- 4列（横2+2列）シート
- トイレ
- 毛布

## 初代（1990年10月 - 2014年9月）
2014年までは熊本 - 佐世保間を一日6往復運行していた。

### 運行会社
- 九州産交バス （担当営業所：本社・熊本営業部高速バス営業所）
- 西肥自動車 （担当営業所：東部営業所）

### 運行経路・停車停留所
運休直前の状況。太字は停車停留所。熊本県内のみ及び長崎県内のみの利用は不可（高速鳥栖神辺・高速金立からは両方向に乗降可）
- 熊本交通センター（現：熊本桜町バスターミナル） - 熊本県道28号熊本高森線 - 通町筋（佐世保発のみ停車） - 味噌天神 - 水前寺公園前 - 第二空港線 - 熊本県庁前 -  自衛隊前 - 益城インター口 - 益城熊本空港IC - 九州自動車道 - 武蔵ヶ丘 - 西合志 - 植木IC - 鹿央 - 菊水IC - 鳥栖JCT - 長崎自動車道 - 高速鳥栖神辺 - 高速金立 - 武雄JCT - 西九州自動車道 - 波佐見有田IC - 佐世保みなとIC - 国道35号 - 佐世保バスセンター - 国道205号 - ハウステンボス
  - 山浦PAで10分間の途中休憩有り

#### 所要時間
- 熊本交通センター - 佐世保バスセンター：2時間48分
- 熊本交通センター - ハウステンボス：3時間14分

### 使用車両
両社とも元々は専用車両（九州島内路線向け2+1列シート配置仕様）のハイデッカー車両で運行されていたが、末期は本州方面向け夜行路線（コーラルエクスプレス号など）から転用された独立3列シート仕様のスーパーハイデッカー車両が主に用いられていた。
- 九州産交バス
  - 日野・セレガ - FS(廃止後は九州圏内の運用に使用されたが、2020年までに全車離脱・廃車。)
  - 三菱ふそう・エアロクイーン(スーパーハイデッカー・夜行車両転用車、路線廃止後に廃車。)
- 西肥自動車
  - 三菱ふそう・エアロバス（夜行車両転用車、路線廃止後は4列シート改造・仮眠室撤去等の工事を施した後、「させぼ号」に転用。後に廃車。）
  - 三菱ふそう・エアロクイーン（同上）

#### 車内設備
- 独立3列シート
- ビデオ（DVD映画）・ラジオ
- トイレ
- 毛布（九州産交便のみ）